# Eleutherodactylus paralius
Espèce
Synonymes
- Eleutherodactylus weinlandi paralius Schwartz, 1976

Statut de conservation UICN

 NT  : Quasi menacé
Eleutherodactylus paralius est une espèce d'amphibiens de la famille des Eleutherodactylidae.

## Répartition
Cette espèce est endémique de République dominicaine. Elle se rencontre dans les provinces de Santo Domingo, de San Pedro de Macorís et de La Romana.

## Publication originale
- Schwartz, 1976 : Variation and relationships of some Hispaniolan frogs (Leptodactylidae, Eleutherodactylus) of the ricordi group. Bulletin of the Florida State Museum. Biological sciences, vol. 21, no 1, p. 1-46.